# Palais de la Résidence Geyerswörth

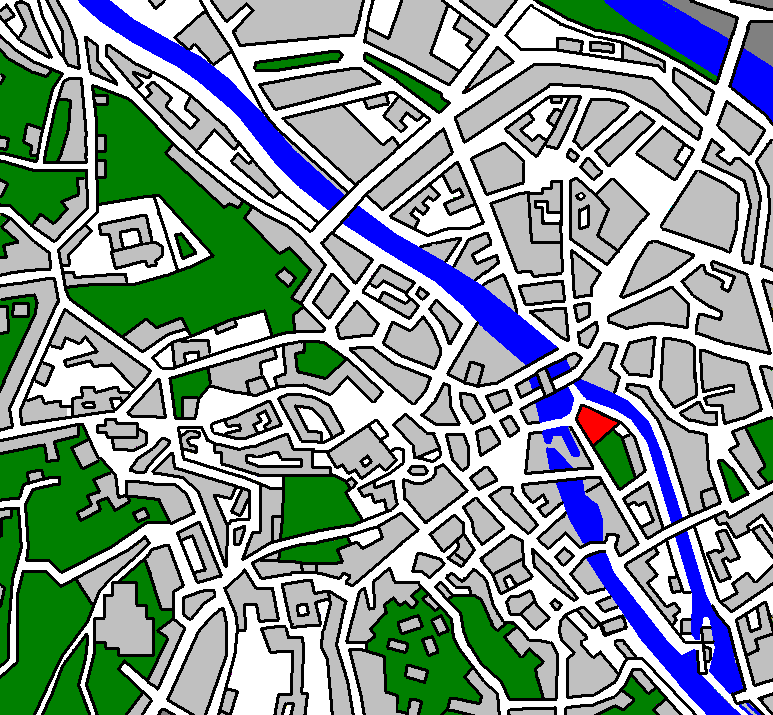
Situation dans la vieille ville de Bamberg

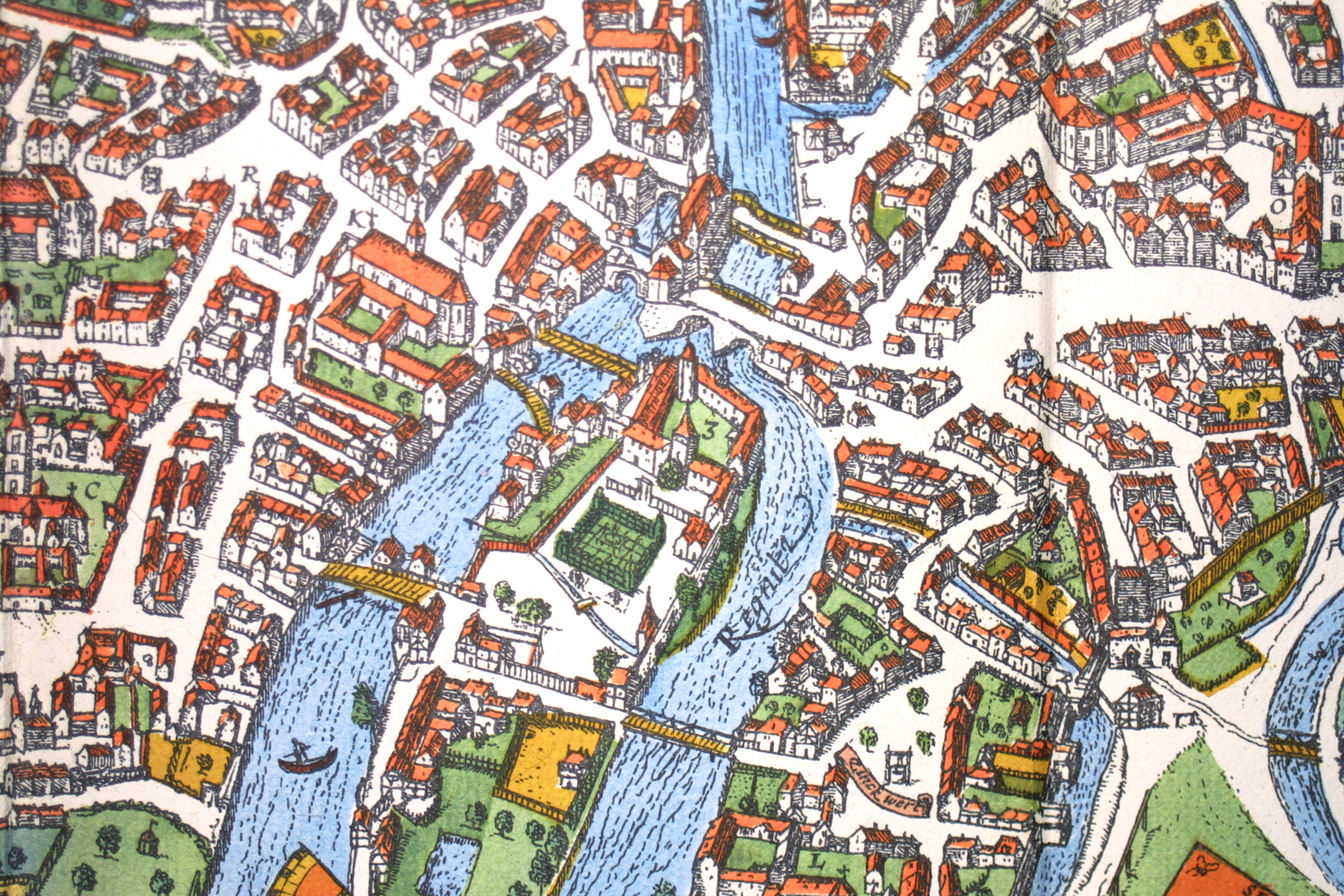
Le château (au milieu, n° 3) sur une carte ancienne de Georg Braun et Franz Hogenberg

Le palais résidentiel Geyerswörth est un ancien palais de la ville de la vieille ville de Bamberg en Haute Franconie, en Bavière. Il porte le nom de la famille Geyer de Nuremberg. En 1313, la famille patricienne Geyer y fit construire un palais de ville, donnant au lieu son nom actuel. En 1585/1586, la famille déménagea à Nuremberg et laissa le bâtiment au prince-évêque de Bamberg Ernst von Mengersdorf.

## Histoire
Après 1585/1586, le prince évêque Ernst von Mengersdorf fait reconstruire le domaine de la famille Geyer et construit le palais actuel dans le style Renaissance.
En 1580 - après des achats partiels antérieurs depuis le règne du prince-évêque Veit II von Würtzburg - le site ainsi que le château de la famille Geyer tombèrent aux mains de l'évêché de Bamberg.
Le prince-évêque Johann Georg Zobel von Giebelstadt (gouverneur de 1557 à 1580) avait un parc aménagé au sud du palais qui n'existe plus aujourd'hui. Aujourd'hui, seule la maison du jardinier en construction massive et à pans de bois, qui sert de résidence étudiante dans le Mühlviertel, témoigne de ce parc.
Après une reconstruction dans le style Renaissance, y compris l'ancien bâtiment, l'édifice servit de siège municipal aux princes-évêques ; Le prince-évêque Ernst von Mengersdorf est le client (armoiries à l'extérieur du côté sud-ouest). C'était probablement le siège des évêques au pouvoir jusqu'à la fin des travaux de construction de la nouvelle Résidence. Les armoiries du prince-évêque de Bamberg Marquard Sebastian Schenk von Stauffenberg sont visibles sur la fontaine de la cour intérieure.
Une fois les travaux de construction de Domberg terminés, le château a été largement utilisé comme bâtiment administratif. Après l'effondrement des deux pignons Renaissance du côté nord dans les années 1740, on lui a donné son aspect actuel.
Le château est actuellement utilisé par les autorités de la ville de Bamberg.